# Herré
Herré ist eine französische Gemeinde mit 141 Einwohnern (Stand 1. Januar 2022) im Département Landes in der Region Nouvelle-Aquitaine (vor 2016: Aquitanien). Sie gehört zum Arrondissement Mont-de-Marsan und zum Kanton Haute Lande Armagnac.
Der Name lautet in der gascognischen Sprache Herrèr. Er bedeutet „eisenhaltig“ und könnte auf ehemalige Minenarbeiten in Zusammenhang mit eisenhaltigem Stoff hinweisen, für die es aber keinen Anhaltspunkt gibt.
Die Einwohner werden Herequois und Herequoises oder Herrécois und Herrécoises genannt.

## Geographie
Herré liegt ca. 40 km nordöstlich von Mont-de-Marsan in der historischen Provinz Armagnac der historischen Provinz Gascogne am östlichen Rand des Départements.
Umgeben wird Herré von den Nachbargemeinden:
|                  | Losse                                       | Rimbez-et-Baudiets |
| Estigarde        | Kompassrose, die auf Nachbargemeinden zeigt | Escalans           |
| Créon-d’Armagnac |                                             | Gabarret           |

Herré liegt im Einzugsgebiet des Flusses Adour.
Der Estampon, hier auch Le Grand Canal du Marais genannt, ist ein Nebenfluss der Douze und bewässert das Gebiet der Gemeinde ebenso wie seine Zuflüsse,
- der Fossé de Tambourin,
- der Fossé de Baqué,
- der Fossé de Tauzia,
- der Fossé de Pagès,
- der Fossé des Couralets und
- der Ruisseau de l’Estampon.[4]

## Geschichte

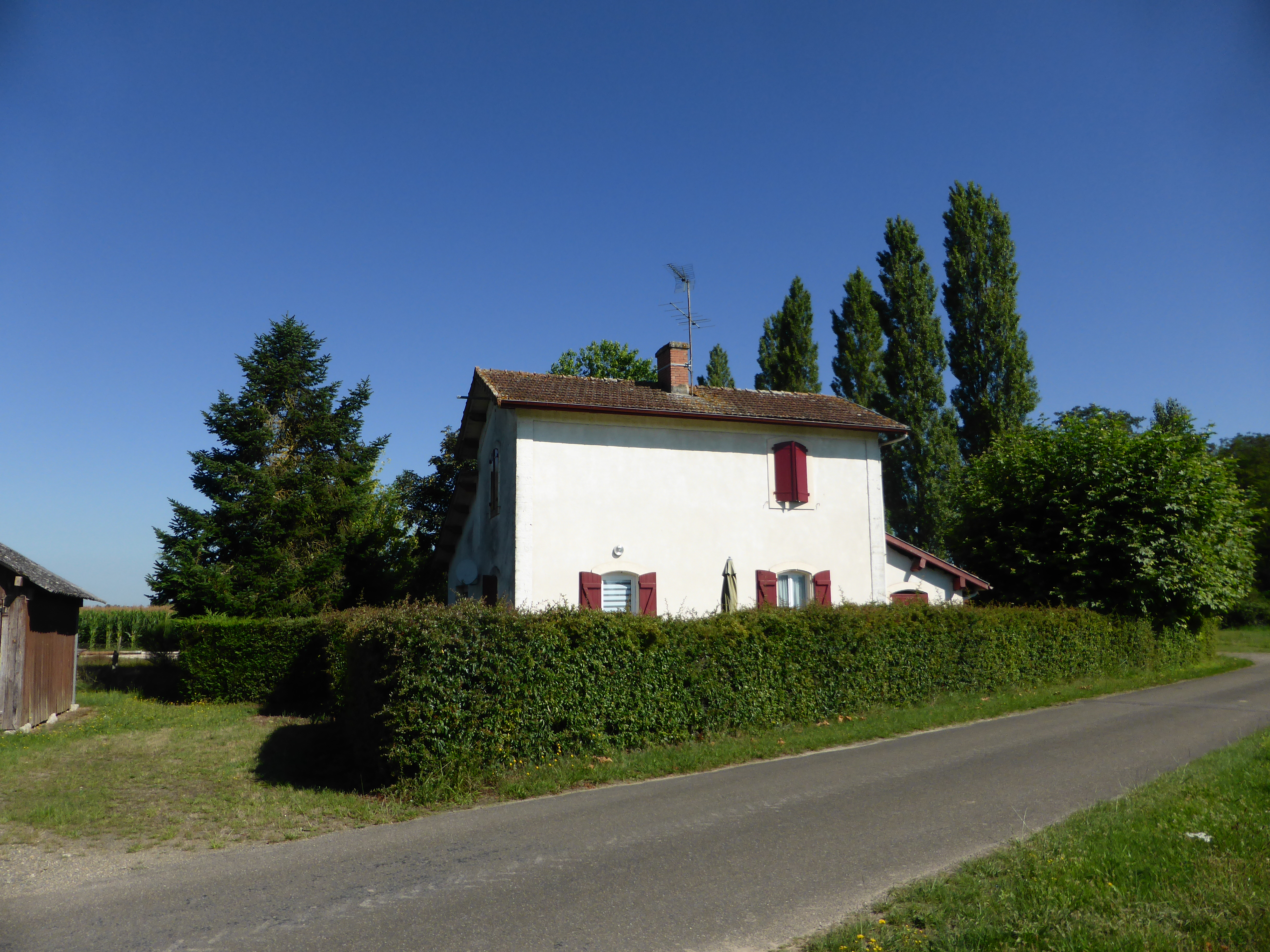
Ehemaliges Bahnhofsgebäude

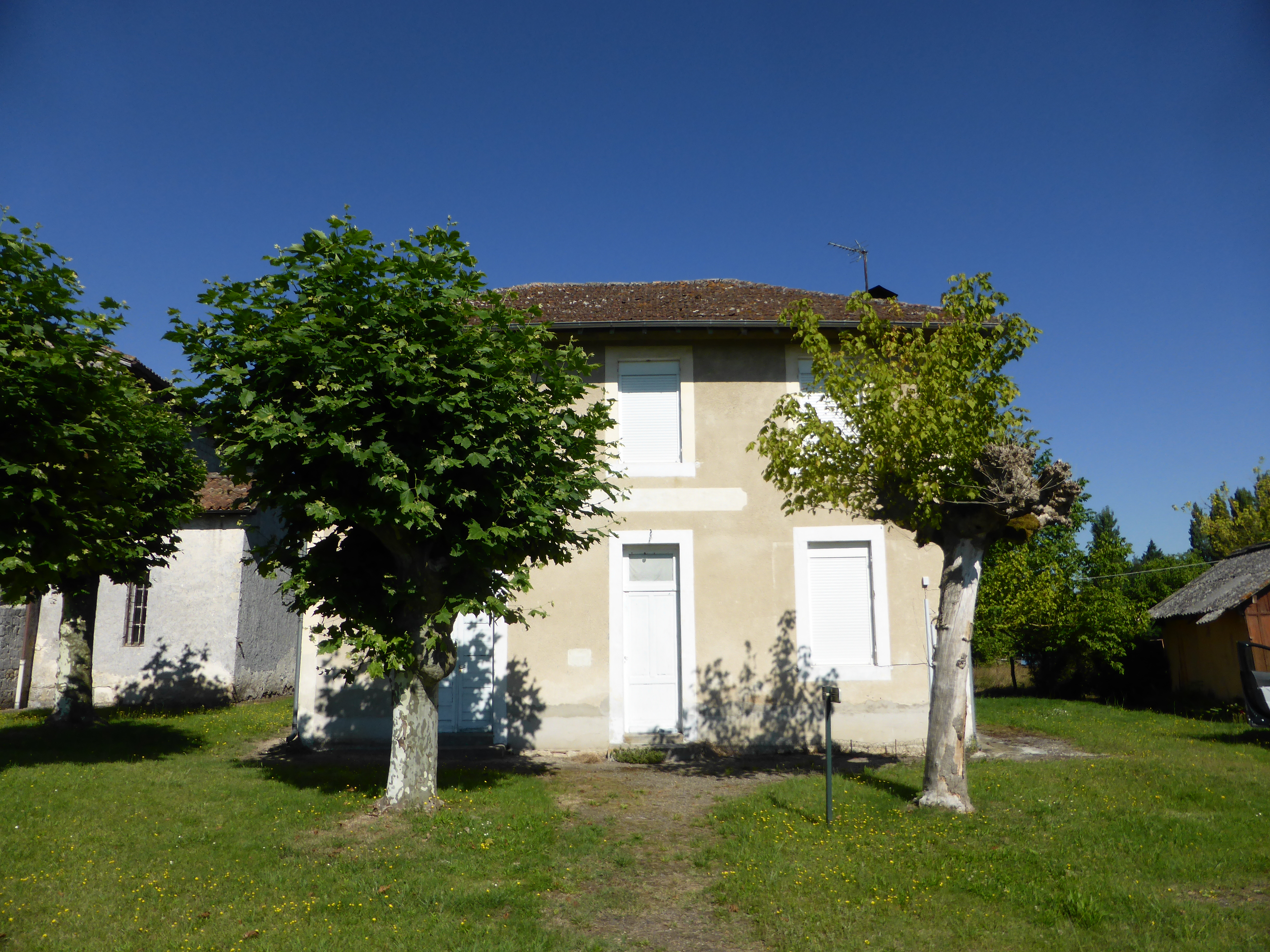
Ehemaliges Postgebäude

Das Dorf wurde erst 1515 im Zusammenhang mit einem gewissen Arnaud d’Herré erwähnt. Allerdings scheint es bereits eine bedeutende Pfarrgemeinde gegeben zu haben. Im Jahre 1546 berichteten Inspektoren, die der französische König Franz I. in die Region entsendet hatte, von einem Fertigungsbetrieb. Im 17. Jahrhundert wird Herré eine Zerstörung der unweit gelegenen Dörfer Eauze und Manciet im heutigen Département Gers zur Last gelegt. Die Landwirtschaft gepaart mit der Trockenlegung von Sumpfland bildete die Einnahmequelle der Gemeinde im 18. Jahrhundert.
Herré besaß einen Bahnhof an der Eisenbahnlinie der Compagnie des chemins de fer du Midi, die Langon mit Gabarret verband. Das letzte Teilstück von Bourriot-Bergonce nach Gabarret wurde 1923 eröffnet. Aufgrund fehlender Wirtschaftlichkeit wurde aber bereits 1938 der Personenverkehr auf der nicht elektrifizierten, einspurigen Strecke eingestellt, wenig später, 1941, auch der Güterverkehr.

### Einwohnerentwicklung
Nach Beginn der Aufzeichnungen stieg die Einwohnerzahl bis zur Mitte des 19. Jahrhunderts auf ein Niveau von rund 325, das bis zum Ende des Jahrhunderts gehalten werden konnte. In der Folgezeit sank die Größe der Gemeinde bei kurzen Erholungsphasen bis zu den 1940er Jahren auf ein Niveau von rund 140 Einwohnern, das annähernd bis heute gehalten wird.
| Jahr      | 1962 | 1968 | 1975 | 1982 | 1990 | 1999 | 2006 | 2010 | 2022 |
| --------- | ---- | ---- | ---- | ---- | ---- | ---- | ---- | ---- | ---- |
| Einwohner | 132  | 167  | 163  | 142  | 126  | 144  | 137  | 127  | 141  |

## Sehenswürdigkeiten

### PfarrkircheNotre-Dame

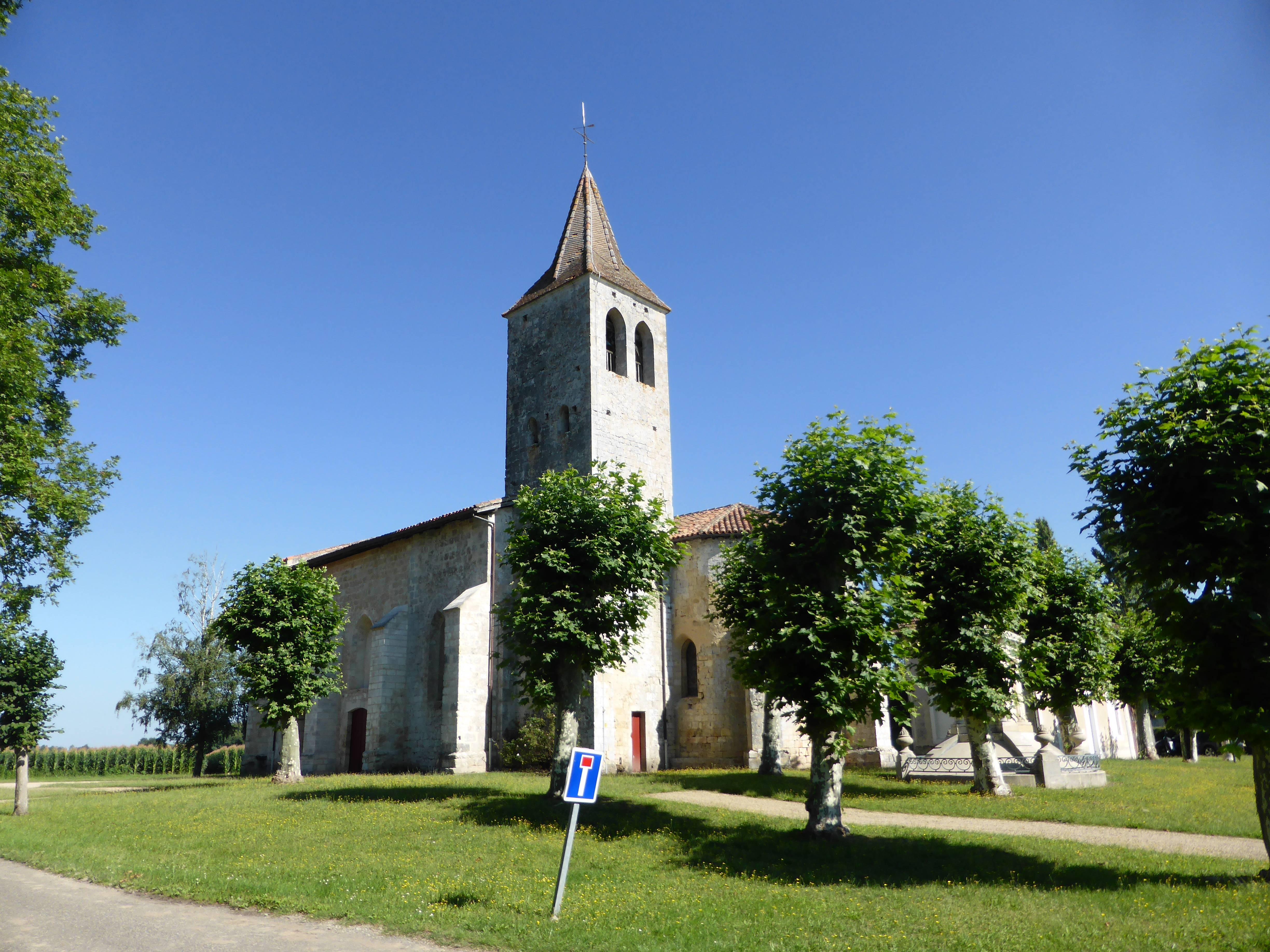
Pfarrkirche Notre-Dame

Die Apsis und die nördliche Wand des Langhauses sind die ältesten Elemente der Kirche und datieren vermutlich aus dem 12. Jahrhundert. Der Bau könnte ins Stocken gekommen und anschließend wiederaufgenommen worden sein, denn die Rundung der Apsis beschreibt keinen vollständigen Halbkreis durch einen Winkel an der rechten Nahtstelle zum Langhaus. Der an der Südseite der Apsis angebaute, mächtige viereckige Glockenturm wurde an dieser Ecke nur wenig später angefügt, wie die Ähnlichkeit des Mauerwerksverbands verrät. Im 14., oder wahrscheinlicher, im 15. Jahrhundert wurde ein Seitenschiff mit der gleichen Höhe und fast der gleichen Breite wie das Hauptschiff an dessen Südseite angefügt. Die beiden Kirchenschiffe wurden mit Kreuzrippengewölben und das gesamte Gebäude außen mit dicken Strebepfeilern ausgestattet, die die Stabilität sichern sollten. Die Verteidigungsfunktion wurde gleichzeitig verstärkt, wie die Schießscharten und die beiden Schießluken in der westlichen Fassade belegen. Zur gleichen Zeit wurde ein Eingangsportal im Flamboyant-Stil an der Südseite auf der Höhe des ersten Jochs errichtet. Dieses wurde 2009 freigelegt, nachdem das Pfarrhaus abgerissen worden war, das es seit dem 16. Jahrhundert teilweise verdeckt hatte. Nach dem Bau des Pfarrhauses an der südwestlichen Ecke der Kirche wurde ein neuer Haupteingang auf der Höhe des zweiten Jochs errichtet. Ein großes Dreipassfenster über dem neuen Eingang ist heute zugemauert. Das Kreuzrippengewölbe könnte in den Hugenottenkriegen Schaden genommen haben, denn es wurde vermutlich im 17. Jahrhundert durch eine Holztäfelung ersetzt, später im Jahre 1868 durch ein falsches Kreuzrippengewölbe aus Ziegelsteinen. Nur die verzierten Kämpfer des ursprünglichen Gewölbes sind erhalten geblieben. Sie zeigen Männer mit gelockten oder gewellten Haaren, wobei einer mit dem Daumen in seinem Mund eine Grimasse zieht und ein anderer die Zungen herausstreckt.
Im Kircheninneren öffnet sich der mit einem Kesselgewölbe gedeckte Chor über einen Triumphbogen mit Gewänden unterschiedlicher Breite. Das Erdgeschoss des Glockenturms in der südwestlichen Ecke zwischen Chor und Seitenschiff ist mit einem Tonnengewölbe versehen. Die Turmfassade zeigt Kreuzscharten auf Höhe der beiden darüberliegenden Etagen. Darüber befindet sich die offene Glockenkammer. Der Glockenturm schließt mit einem oktogonalen Helm ab.
Die ältesten Ausstattungsgegenstände der Kirche sind ein Taufbecken, das möglicherweise auf das 17. Jahrhundert datiert und eine Lampe mit dem Ewigen Licht aus Bronze aus dem ausgehenden 17. Jahrhundert oder dem beginnenden 18. Jahrhundert. Der überwiegende Teil des Mobiliars wurde seit der zweiten Hälfte des 19. Jahrhunderts aufgestellt. Acht Glasfenster sind nach 1905 vom Glasmaler Louis-Victor Gesta (1866–1938) aus Toulouse geschaffen worden. Sie zeigen Darstellungen des guten Hirten, des unbefleckten Herzens Mariä, des Herzens Jesu, den heiligen Clarus von Nantes als Bischof mit Krummstab, Büsten des heiligen Josefs und Marias sowie geometrische und pflanzliche Motive. Die beschriebenen und weitere Ausstattungsgegenstände der Kirche sind als nationale Kulturgüter registriert.

## Wirtschaft und Infrastruktur
Der Schwerpunkt der Wirtschaft der Gemeinde liegt heute auf dem Handel.

### Verkehr
Herré ist erreichbar über die Route départementale 381 und die Route nationale 524.